# Sujin
Sujin (崇神天皇, Sujin Tennō; fl. I secolo a.C.) è stato il decimo imperatore del Giappone secondo la lista tradizionale degli imperatori.
Nessuna data certa può essere assegnata a lui o al suo regno ed è considerato dagli storici come una leggenda.
Nel  Kojiki e nel Nihonshoki fu il secondo figlio dell'imperatore Kaika. Fondò alcuni templi importanti nella provincia di Yamato, inviò generali a sottomettere province locali e sconfisse un principe che si ribellò contro di lui. Si ritiene che abbia sottomesso la principessa Himiko o il suo successore.
Alcuni storici lo identificano con l'imperatore Jinmu e considerano che la leggenda attribuita a Jinmu sia stata originariamente basata sulla vita di Sujin. Altri assumono che la leggenda rifletta lo scambio di dinastie e poteri nella provincia di Yamato.